# هايدي ميلر
هايدي ميلر (بالإنجليزية: Heidi Miller)‏ هي لاعبة كمال أجسام أمريكية، ولدت في 1958.